# Gigantochloa holttumiana
Gigantochloa holttumiana är en gräsart som beskrevs av Khoon Meng Wong. Gigantochloa holttumiana ingår i släktet Gigantochloa och familjen gräs. Inga underarter finns listade i Catalogue of Life.